# 帕尔希姆县
帕尔希姆县（Landkreis Parchim）是德国梅克伦堡-前波美拉尼亚州西部曾经的一个县，首府帕尔希姆。
在2011年梅克伦堡-前波美拉尼亚州的县改革中，帕尔希姆县与路德维希斯卢斯特县合并为路德维希斯卢斯特-帕尔希姆县。

## 地理
帕尔希姆县北面与西北梅克伦堡县和居斯特罗县，东面和米里茨县，南面与勃兰登堡州的普里格尼茨县，西面与路德维希斯卢斯特县和什未林市.